# Rudy Haleydt
Rudy Haleydt, né le 15 février 1951 à Alost, est un footballeur international belge actif principalement durant les années 1970 et 1980. Il jouait au poste d'attaquant.

## Carrière en club
Rudy Haleydt fait ses débuts avec l'équipe première de l'Eendracht Alost en 1969. À l'époque, le club milite en Division 3. Après cinq saisons, il est recruté par le KSV Waregem, une équipe de Division 1, où il s'impose d'emblée dans le onze de base et passe professionnel l'année suivante. Il forme un duo redoutable avec le buteur néerlandais Aad Koudijzer, inscrivant au moins dix buts par saison entre 1975 et 1979. Ses bonnes prestations lui permettent d'être appelé en équipe nationale belge en septembre 1976. En 1979, le club rappelle l'entraîneur néerlandais Hans Croon et Rudy Haleydt perd sa place de titulaire.
En 1981, après sept saisons passées à Waregem, il part pour le Cercle de Bruges. Il y devient rapidement un joueur important et prend part à toutes les rencontres de championnat lors de la saison 1981-1982 ainsi qu'aux trois rencontres joués en Coupe de Belgique. Malheureusement, il est victime d'une grave blessure la saison suivante et ne joue pratiquement pas. Il décide en fin de saison de retourner au club de ses débuts, l'Eendracht Alost, où il joue une saison en Division 2 avant de mettre un terme à sa carrière de joueur en 1984.
Rudy Haleydt se dirige ensuite vers une carrière d'entraîneur. En 1987, il est nommé à la tête du KSV Willebroek, une équipe de Promotion, où il dépanne occasionnellement comme joueur. Après deux ans, il prend en mains l'Eendracht Zele, une équipe de troisième division, qu'il dirige également durant deux saisons. Il retourne alors à Willebroek, qu'il dirige durant 21 rencontres lors de la saison 1992-1993. Il passe ensuite trois ans à la tête de l'US Tournai, également en Promotion. En 1996, il est nommé entraîneur principal du RAEC Mons, en D3, mais est licencié après 17 rencontres. Il effectue un bref passage au RC Lebbeke lors de la saison 1998-1999 mais ne parvient pas à sauver le club de la relégation vers la Promotion. Il effectue encore deux piges pour Willebroek, lors des saisons 2005-2006 et 2009-2010.

### Statistiques
| Saison                | Club                  | Championnat           | Championnat | Championnat | Coupe(s) nationale(s) | Coupe(s) nationale(s) | Compétition(s) continentale(s) | Compétition(s) continentale(s) | Compétition(s) continentale(s) | Total | Total |
| Saison                | Club                  | Division              | M.          | B.          | M.                    | B.                    | Comp.                          | M.                             | B.                             | M.    | B.    |
| 1969-1970             | SC Eendracht Alost    | Division 3            | -           | -           | -                     | -                     | -                              | 0                              | 0                              | 0     | 0     |
| 1970-1971             | SC Eendracht Alost    | Division 3            | -           | -           | -                     | -                     | -                              | 0                              | 0                              | 0     | 0     |
| 1971-1972             | SC Eendracht Alost    | Division 3            | -           | -           | -                     | -                     | -                              | 0                              | 0                              | 0     | 0     |
| 1972-1973             | SC Eendracht Alost    | Division 3            | -           | -           | -                     | -                     | -                              | 0                              | 0                              | 0     | 0     |
| 1973-1974             | SC Eendracht Alost    | Division 3            | -           | -           | -                     | -                     | -                              | 0                              | 0                              | 0     | 0     |
| Sous-total            | Sous-total            | Sous-total            | -           | -           | -                     | -                     | -                              | 0                              | 0                              | 0     | 0     |
| 1974-1975             | KSV Waregem           | Division 1            | 30          | 6           | -                     | -                     | C2                             | -                              | -                              | 30    | 6     |
| 1975-1976             | KSV Waregem           | Division 1            | 35          | 15          | -                     | -                     | -                              | 0                              | 0                              | 35    | 15    |
| 1976-1977             | KSV Waregem           | Division 1            | 33          | 10          | -                     | -                     | -                              | 0                              | 0                              | 33    | 10    |
| 1977-1978             | KSV Waregem           | Division 1            | 33          | 11          | -                     | -                     | -                              | 0                              | 0                              | 33    | 11    |
| 1978-1979             | KSV Waregem           | Division 1            | 31          | 10          | -                     | -                     | -                              | 0                              | 0                              | 31    | 10    |
| 1979-1980             | KSV Waregem           | Division 1            | 20          | 2           | -                     | -                     | -                              | 0                              | 0                              | 20    | 2     |
| 1980-1981             | KSV Waregem           | Division 1            | 27          | 4           | -                     | -                     | -                              | 0                              | 0                              | 27    | 4     |
| Sous-total            | Sous-total            | Sous-total            | 208         | 58          | -                     | -                     | -                              | -                              | -                              | 208   | 58    |
| 1981-1982             | Cercle Bruges KSV     | Division 1            | 34          | 3           | 3                     | 0                     | -                              | 0                              | 0                              | 37    | 3     |
| 1982-1983             | Cercle Bruges KSV     | Division 1            | 5           | 0           | 2                     | 2                     | -                              | 0                              | 0                              | 7     | 2     |
| Sous-total            | Sous-total            | Sous-total            | 39          | 3           | 5                     | 2                     | -                              | 0                              | 0                              | 44    | 5     |
| 1983-1984             | SC Eendracht Alost    | Division 2            | -           | -           | -                     | -                     | -                              | 0                              | 0                              | 0     | 0     |
| Sous-total            | Sous-total            | Sous-total            | -           | -           | -                     | -                     | -                              | 0                              | 0                              | 0     | 0     |
| 1987-1988             | KSV Willebroek        | Promotion             | -           | -           | -                     | -                     | -                              | 0                              | 0                              | 0     | 0     |
| Sous-total            | Sous-total            | Sous-total            | -           | -           | -                     | -                     | -                              | 0                              | 0                              | 0     | 0     |
| Total sur la carrière | Total sur la carrière | Total sur la carrière | 247         | 61          | 5                     | 2                     | -                              | -                              | -                              | 252   | 63    |

## Carrière en équipe nationale
Rudy Haleydt compte une convocation et un match joué en équipe nationale belge. Celui-ci a lieu le 5 septembre 1976 lors d'un match de qualification pour la Coupe du monde 1978 en Islande, dont il dispute les trente dernières minutes.
Il a également joué une rencontre avec les juniors en 1969 et un autre avec les espoirs en 1975.

### Liste des sélections internationales
Le tableau ci-dessous reprend toutes les sélections de Rudy Haleydt. Le score de la Belgique est toujours indiqué en gras.
| Date       | Compétition                                  | Adversaire | Lieu      | Score | Remarque |
| ---------- | -------------------------------------------- | ---------- | --------- | ----- | -------- |
| 05/09/1976 | Éliminatoires Coupe du monde 1978 (Groupe 4) | Islande    | Reykjavik | 0-1   |          |